# D-TODAY
D-TODAY(디 투데이)는 닛폰 TV이 편성한 연속 TV 드라마이다.

## 방송 작품
- OL 폴리스
- 연애 재판
- 맛있는 여자들
- 더 와이드 쇼
- 연속 여우 살인사건
- 도쿄 빠져길 걸
- 다멘즈 워커(이이지마 아이 판)